# Christian Reitz
Christian Reitz (ur. 29 kwietnia 1987 r. w Löbau) – niemiecki strzelec sportowy specjalizujący się w strzelaniu z pistoletu, złoty i brązowy medalista olimpijski, mistrz świata, dwukrotny złoty medalista igrzysk europejskich.

## Igrzyska olimpijskie
W 2008 roku na igrzyskach olimpijskich w Pekinie zdobył brązowy medal w pistolecie szybkostrzelnym z 25 metrów, przegrywając jedynie z Ukraińcem Ołeksandrem Petriwem i Ralfem Schumannem.
Cztery lata później w Londynie ponownie wziął udział w zawodach w pistolecie szybkostrzelnym na dystansie 25 metrów, lecz tym razem finał zakończył na szóstej pozycji. Wystąpił również w rywalizacji z pistoletu dowolnego z 50 metrów, zajmując siódme miejsce.
W 2016 roku podczas igrzysk olimpijskich w Rio de Janeiro zdobył złoty medal w pistolecie szybkostrzelnym. W kwalifikacjach i finale wyrównał dwa rekordy olimpijskie.
| Igrzyska | Miejscowość    | Konkurencja                   | Kwalifikacje | Kwalifikacje | Finał | Finał   |
| Igrzyska | Miejscowość    | Konkurencja                   | Wynik        | Pozycja      | Wynik | Pozycja |
| -------- | -------------- | ----------------------------- | ------------ | ------------ | ----- | ------- |
| IO 2008  | Pekin          | Pistolet szybkostrzelny, 25 m | 579          | 6. Q         | 779,3 | brąz    |
| IO 2012  | Londyn         | Pistolet szybkostrzelny, 25 m | 583          | 6. Q         | 13    | 6.      |
| IO 2012  | Londyn         | Pistolet dowolny, 50 m        | 560          | 6. Q         | 654,3 | 7.      |
| IO 2016  | Rio de Janeiro | Pistolet szybkostrzelny, 25 m | 592 =        | 1. Q         | 34 =  | złoto   |